# Mistrzostwa Świata w Kolarstwie BMX 2000
5. Mistrzostwa świata w kolarstwie BMX odbyły się w dniach 27-29 lipca 2000 roku w argentyńskiej Córdobie. W programie znalazły się następujące konkurencje: wyścig elite i juniorów (oba zarówno dla kobiet jak i mężczyzn) oraz cruiser juniorów i elite (tylko mężczyźni). W klasyfikacji medalowej zwyciężyli reprezentanci Francji zdobywając łącznie cztery medale, w tym dwa złote.

## Medaliści
| Konkurencja:          | Złoto:            | Srebro:             | Brąz:               |
| Klasyfikacja mężczyzn |                   |                     |                     |
| Elite                 | Thomas Allier     | Christophe Lévêque  | Dale Holmes         |
| Juniorzy              | Jason Ream        | Santiago Silva      | Allan Duarte        |
| Cruiser               | Mario Andrés Soto | Randy Stumpfhauser  | Steve Veltman       |
| Cruiser juniorzy      | Medhi Remili      | Quentin Delescluse  | Jason Ream          |
| Klasyfikacja kobiet   |                   |                     |                     |
| Elite                 | Natarsha Williams | Ellen Bollansee     | María Gabriela Díaz |
| Juniorki              | Jamie Lilly       | Angelines Nicoletta | Kerrie-Lee Lucas    |

## Tabela medalowa
| Miejsce | Państwo           | Złoto | Srebro | Brąz | Razem |
| ------- | ----------------- | ----- | ------ | ---- | ----- |
| 1       | Francja           | 2     | 2      | 0    | 4     |
| 2       | Stany Zjednoczone | 2     | 1      | 2    | 5     |
| 3       | Kolumbia          | 1     | 1      | 0    | 2     |
| 4       | Australia         | 1     | 0      | 1    | 2     |
| 5       | Belgia            | 0     | 1      | 0    | 1     |
|         | Chile             | 0     | 1      | 0    | 1     |
| 7       | Argentyna         | 0     | 0      | 1    | 1     |
|         | Brazylia          | 0     | 0      | 1    | 1     |
|         | Wielka Brytania   | 0     | 0      | 1    | 1     |